# Reederei H. Schepers
Die H. Schepers Bereederung ist eine deutsche Reederei in Elsfleth.
Über drei Generationen befindet sich die Reederei im Besitz der Familie Schepers. Heute bereedert das Unternehmen vier Containerschiffe. Geschäftsführer sind Harald Schepers und Harald Spoede.